# Инозиновая кислота
Инозиновая кислота, инозинмонофосфат (ИМФ) — пуриновый нуклеотид, монофосфат инозина (соответствующее азотистое основание — гипоксантин). Инозиновая кислота играет важную роль в метаболизме.

## Биологическое значение
Биологически важными производными инозиновой кислоты являются пуриновые нуклеотиды, входящие в состав нуклеиновых кислот, а также АТФ, который служит для сохранения химической энергии в клетках.

## Пищевая промышленность
В пищевой промышленности соли инозиновой кислоты используются как усилители вкуса (пищевая добавка E630).